# Товузский район
Товузский район (Таузский) (азерб. Tovuz rayonu) — район на северо-западе Азербайджана. Административный центр — город Товуз.

## География
Товузский район граничит с Арменией (69 км), Грузией (23 км); а также с районами Акстафинским на западе, Шамкирским — на востоке, Кедабекским — на юге, и маленькая часть на севере — с Самухским районом.
По своим особенностям рельеф территории подразделяется на 4 зоны: среднегорная, низкогорная, предгорная и высокогорная. Южная часть района относится к среднегорному и высокогорному рельефу, центральная часть — к низкогорному и предгорному рельефу, восточная часть относится к предгорному и равнинному рельефу.
Среднегодовая температура воздуха равна 8-13 С, в январе температура меняется в пределах 1-4 С, в июле — в пределах 18-25 С. Среднегодовая относительная влажность равна 71 %. Годовое количество осадков составляет 400—700 мм. Среднегодовая скорость ветра — 3,4 м/сек.

## История
Товузский район был образован 8 августа 1930 года.
До Великой отечественной войны организация Осоавиахима Товузского района получила переходящее Красное знамя Центрального совета Осоавиахима Азербайджанской ССР.
С началом Великой отечественной войны начало формироваться боевое народное ополчение. Запись в ополчение началась после обращения Сталина. В ополчение записывались работники предприятий, крестьяне, работники МТС, врачи, учителя, служащие районных организаций. В каждом колхозе создавались отряды народного ополчения.

## Население
Национальный состав Товузского района (2010):
| Товузский район    | 157 875 |
| Азербайджанцы      | 157 599 |
| Турки              | 157     |
| Русские            | 76      |
| Талыши             | 6       |
| Татары             | 4       |
| Др. национальности | 25      |

Жители Товузского района занимаются животноводством, виноградарством, выращиванием бахчевых культур, картофеля и зерновых.

## Промышленность
В 1912 году на территории района по инициативе немецкой компании «Siemens» был сооружён цементный завод.
На 2010 год на территории района функционировало более 24 промышленных предприятий.

## Административное устройство
В состав Товузского района входят: один город, 102 селения, один посёлок, 39 административно-территориальных округов.
Район включает 62 муниципалитета:
1. Товузский муниципалитет — город Товуз
2. Ковлярский муниципалитет — город Говлар, деревня Яныгпаи
3. Абулбейлинский муниципалитет — деревня Абулбейли
4. Агбулагский муниципалитет — деревня Агбулаг
5. Агдамский муниципалитет — деревня Агдам
6. Азафлинский муниципалитет — деревня Азафлы
7. Байрамлинский муниципалитет — деревня Байрамлы
8. Алакольский муниципалитет — деревня Алаколь
9. Кёхнегалинский муниципалитет — деревня Кёхнегала
10. Мешедилярский (Алакольский) муниципалитет — деревня Мешедиляр
11. Аширалларский муниципалитет — деревня Ашираллар
12. Ашагы Айыблинский муниципалитет — деревня Ашагы Айыблы
13. Ашагы Мюлькюлюнский муниципалитет — деревня Ашагы Мюлькюлю
14. Ашагы Ойсузлинский муниципалитет — деревня Ашагы Ойсузлу
15. Газгулунский муниципалитет — деревня Газыгулу (до 7.03.2012 — Газгулу[7])
16. Ашагы Гушчинский муниципалитет — деревня Ашагы Гушчу
17. Бозалганлинский муниципалитет — деревня Бозалганлы
18. Боюк Гышлагский муниципалитет — деревни Бёюк Гышлаг, Масмалар, Моллалар, Сафарли и Шамлыг
19. Вахидлинский муниципалитет — деревня Вахидли
20. Караханлийский муниципалитет — село Караханлы
21. Гарадашский муниципалитет — деревни Гарадаш, Гаядиби и Гонаглы
22. Гараларский муниципалитет — деревня Гаралар
23. Гариблинский муниципалитет — деревни Гарибли, Бала Шамлыг, Бёюк Шамлыг, Деллекли, Оскан, Гатамлар
24. Исакендский муниципалитет — деревни Исакенд, Ашралар, Агдере и Карабаглылар
25. Агбашларский муниципалитет — деревни Агбашлар, Алмалытала и Лазылар
26. Дюз Кырыклинский муниципалитет — деревня Дюз Кырыклы
27. Дюз Джирдаханский муниципалитет — деревня Дюз Джирдахан
28. Джалилинский муниципалитет — деревня Джалилли
29. Дондар Гушчинский муниципалитет — деревня Дондар Гушчу
30. Дёнюк Кырыклинский муниципалитет — деревня Дёнюк Кырыклы
31. Ибрагимгаджилинский муниципалитет — деревня Ибрагимгаджилы
32. Яныглинский муниципалитет — деревни Яныглы, Бёюк Хошдарлы, Садыглы, Кеджавенд
33. Ахмедабадский муниципалитет — деревни Ахмедабад, Авдал и Кочдере
34. Мешедилярский (Яныглинский) муниципалитет — деревни Мешедиляр и Коздере
35. Аранский муниципалитет — деревня Аран
36. Юхары Ойсузлинский муниципалитет — деревня Юхары Ойсузлу
37. Алибейлинский муниципалитет — деревня Алибейли
38. Мюлькюлинский муниципалитет — деревня Мюлькюлю
39. Алимарданлинский муниципалитет — деревня Алимарданлы
40. Асрик Джирдаханский муниципалитет — деревня Асрик Джирдахан
41. Киранский муниципалитет — деревня Киран
42. Молла Айрымский муниципалитет — деревня Молла Айрым
43. Гаджигасанлинский муниципалитет — деревня Гаджигасанлы
44. Хиннакиранский муниципалитет — деревня Хиннакиран
45. Софуларский муниципалитет — деревня Софулар
46. Галабоюнский муниципалитет — деревни Галабоюн и Хатынджан
47. Саладынлинский муниципалитет — деревня Саладынлы
48. Баггаллинский муниципалитет — деревня Баггалы
49. Коханабинский муниципалитет — деревня Коханаби
50. Сарыталанский муниципалитет — деревни Сарытала и Дондарлы
51. Чобансыгнагский муниципалитет — деревни Чобансыгнаг, Гарабоюнлар, Намхош, Йогунбулаг
52. Агаджгалагский муниципалитет — деревня Агаджгала
53. Хатынлинский муниципалитет — деревня Хатынлы
54. Джиловдарлинский муниципалитет — деревня Джиловдарлы
55. Гадирлинский муниципалитет — деревня Гадирли
56. Гаджаллинский муниципалитет — деревня Гаджаллы
57. Гасанлинский муниципалитет — деревни Гасанлы и Мешадивелилар
58. Геябаханский муниципалитет — деревни Геябахан, Гарагатлы, Мешадигулулар, Насибли и Гусейнгулулар
59. Кирзанский муниципалитет — деревня Кирзан
60. Чатахский муниципалитет — деревни Чатах, Гандаллар, Кязымлы, Коша, Джирдек, Мунджуглу, Пелекли, Шихгебат и Гаджилар
61. Чешмалинский муниципалитет — деревни Чешмали и Аббасгулулар
62. Папагчиларский муниципалитет — деревни Папагчилар и Гювендик

## Культура
С 4 марта 2020 года в Товузе действует Азербайджанский государственный музей ашугского искусства, историко-краеведческий музей. В 2016 году в городе Говлар Товузского района начал функционировать Дом молодёжи.

## Достопримечательности
- Мост на реке Товуз (X век)
- Руины караван-сараев
- Мавзолей в селе Яныглы (XVII век)
- Кяхриз (XIX век)
- Водяная башня (XIX век)
- Башня Кёроглы в селе Алибейли (VII век)
- Восьмигранная гробница в селе Газгулу
- Руины башни (XIX век)
- Мечеть Шаха Аббаса (XVII век)
- Археологический комплекс Гёйтепе